# ペイズィワト県
ペイズィワト県（ペイズィワトけん、ウイグル語:پەيزىۋات　転写:Peyziwat）は、中華人民共和国新疆ウイグル自治区カシュガル地区に位置する県。

## 行政区画
6鎮、7郷を管轄：
- 鎮：バリン鎮（巴仁鎮）、シェケルキョル鎮（西克爾庫勒鎮）、シャプトゥル鎮（夏普吐勒鎮）、ゴルトグラク鎮（臥里托格拉克鎮）、キズィルボイ鎮（克孜勒博依鎮）、コシャワト鎮（和夏阿瓦提鎮）
- 郷：テリム郷（鉄日木郷）、イェンギメヘッレ郷（英買里郷）、ジャムバズ郷（江巴孜郷）、ミシャ郷（米夏郷）、キズィルス郷（克孜勒蘇郷）、ギュッリュク郷（古勒魯克郷）、ヨルデクリク郷（玉代克力克郷）

## 交通

### 道路
- 高速道路
  -  吐和高速道路
  -  麦喀高速道路
- 国道
  - G219国道
  - G314国道